# Otus mauli
Otus mauli (лат.) — вымерший вид птиц из семейства совиных, обитавший на острове Мадейра.

## Ископаемые остатки
Ископаемые остатки вида были впервые обнаружены на Мадейре в четвертичных отложениях. Предполагается, что наиболее вероятной причиной исчезновения были разрушение среды обитания и интродукция, последовавшие после поселения на острове в начале XV века людей. Похожие остатки были также найдены на соседнем острове Порту-Санту.

## Описание вида
Вид предположительно был похож по размеру на сплюшку, хотя кости ног у Otus mauli были длиннее, и обитал в основном на земле.
Похожий вымерший вид Otus frutuosoi отличался меньшим размером многих костей, в особенности локтевой кости и тибиотарзуса.